# Simon Trummer

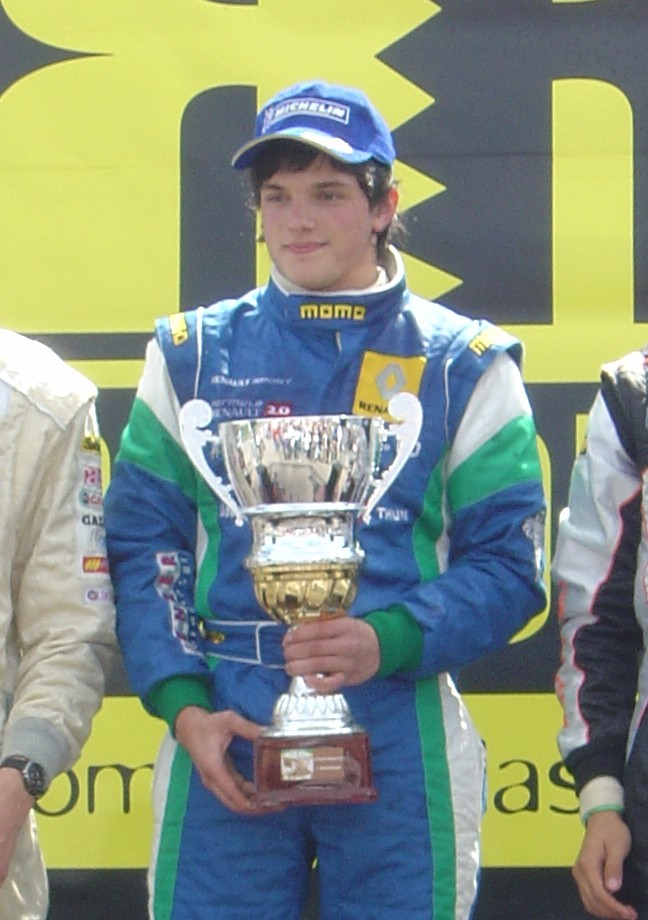
Simon Trummer

Simon Trummer (Kanton van Bern, Frutigen, 8 juni 1989) is een autocoureur uit Zwitserland.

## Carrière

### Karting
Trummer begon zijn carrière in het karting in 2003, waarbij hij als tweede in het Zwitserse Junior Kartkampioenschap eindigde. Hij finishte ook als 21e in de Andrea Margutti Trofee ICA Junior-klasse.

### Formule Lista Junior
Trummer stapte over naar de eenzitters in 2006, toen hij deelnam aan de Formule Lista Junior. Hij finishte als 18e in het kampioenschap met 10 punten.

### Formule Renault
Trummer ging voor BMS Böhlen Motorsport in 2007 in de Zwitserse Formule Renault 2.0 rijden. Hij was niet zo succesvol in dit kampioenschap, hij eindigde als zevende. Hij veranderde van team naar Jenzer Motorsport in 2008 en eindigde als tweede met twee overwinningen achter Christopher Zanella.

### International Formula Master
Na twee races aan het eind van 2008 ging Trummer in 2009 het volledige seizoen in de International Formula Master rijden, voor het team Iris Racing. Hij finishte als 11e in de eindstand.

### GP3
Trummer rijdt in 2010 in de nieuwe GP3 Series voor Jenzer Motorsport, met als teamgenoten zijn landgenoot Nico Müller en de Noor Pål Varhaug. Hij moest de races op de Hungaroring missen, omdat hij in de tweede race op de Hockenheimring zwaar crashte en hierbij een blessure opliep. Hij behaalde vier punten als 25e geëindigd in het kampioenschap.
In 2011 bleef Trummer rijden in de GP3, maar stapte over naar het team MW Arden, waar hij Mitch Evans en Lewis Williamson als teamgenoten had. Hij behaalde enkel punten in de laatste drie races van het kampioenschap en eindigde op de achttiende plaats met 9 punten.

### GP2
In 2012 maakt Trummer de overstap naar de GP2 Series voor Arden, waar hij Luiz Razia als teamgenoot kreeg. Terwijl Razia tweede werd in het kampioenschap, behaalde Trummer slechts vier punten waarmee hij als 23e in het kampioenschap eindigde.
In 2013 stapte Trummer over naar het team Rapax, waar hij Stefano Coletti als teamgenoot krijgt. Hij scoorde punten in zes races en eindigde als 21e in het kampioenschap.
In 2014 bleef Trummer bij Rapax in de GP2 rijden en kreeg Adrian Quaife-Hobbs als teamgenoot. Hij behaalde zijn eerste podiumplaats in het eerste racceweekend op het Bahrain International Circuit, maar scoorde hierna nog slechts één keer punten en eindigde als zeventiende in het kampioenschap.
In 2015 werd Trummer vanaf het vierde raceweekend op de Red Bull Ring door Hilmer Motorsport eenmalig opgeroepen als vervanger van Johnny Cecotto jr. en kreeg hier Nick Yelloly als teamgenoot. Hierna werd hij vervangen door Jon Lancaster, maar tijdens het raceweekend op het Autodromo Nazionale Monza mocht hij opnieuw instappen bij Hilmer als vervanger van Yelloly, die verplichtingen had in de Formule Renault 3.5 Series.

### FIA World Endurance Championship
Aan het eind van 2014 maakte Trummer op het Bahrain International Circuit zijn debuut in het FIA World Endurance Championship voor het team Lotus, waarbij hij de auto deelde met Pierre Kaffer en Nathanaël Berthon.
In 2015 stapte Trummer fulltime over naar het WEC voor het Team ByKolles, een voortzetting van Lotus. In eerste instantie deelde hij de auto met Christian Klien en Vitantonio Liuzzi, maar in de 24 uur van Le Mans waren Tiago Monteiro en Pierre Kaffer zijn teamgenoten.